# Oranjebuikjufferduif
De oranjebuikjufferduif of oranjebuikvruchtenduif (Ptilinopus iozonus) is een duif die voorkomt in Nieuw-Guinea en omliggende eilanden.

## Algemeen
Deze relatief kleine (21 cm) duivensoort is voornamelijk groen van kleur met een oranje plek op de onderzijde van de borst en de buik. Aan het einde van de staart heeft de oranjebuikjufferduif een grijze streep. De onderzijde van de staart is lichtgeel.

## Verspreiding, leefgebied en ondersoorten
De oranjebuikjufferduif komt voor op Nieuw-Guinea en vele omliggende eilanden. Er worden vier ondersoorten onderscheiden:
- P. i. finschii: oostelijk en zuidoostelijk Nieuw-Guinea.
- P. i. humeralis: Raja Ampat-eilanden, Vogelkop en westelijk Nieuw-Guinea.
- P. i. iozonus: Aroe-eilanden
- P. i. iobiensis: Japen, noordelijk Nieuw-Guinea, Manam, Karkar en omliggende eilanden.

De oranjebuikjufferduif leeft in laaglandregenwouden, secundair bos en mangrove.

## Voedsel
Deze duivensoort leeft van de vruchten die voorkomen in de bossen. De meest gegeten vrucht is die van de ficus.

## Voortplanting
De oranjebuikvruchtenduif legt een ei in een nest gemaakt van kleine takjes op een hoog gelegen tak in een boom.